# Vetenskapsåret 1761

## Händelser

### Astronomi
- 6 juni - Den första Venuspassagen sedan Edmond Halley föreslog att den kunde användas för att bestämma avståndet mellan jorden och solen inträffar. Joseph-Nicolas Delisle ser till att ett nätverk av 62 observatorier bevakar passagen, men av flera skäl anses de insamlade data vara otillräckliga och man börjar planera en observation vid nästa passage 1769.
- Okänt datum - Michail Lomonosov upptäcker vid Venuspassagen de första evidensen för att planeten ska ha en atmosfär.

### Botanik
- Okänt datum - Louis Gérard publicerar Flora Gallo-Provincialis, den första floran arrangerad enligt naturlig klassificering.[1]

### Matematik
- Okänt datum - Johann Heinrich Lambert meddelar att pi är irrationellt.[2]

## Pristagare
- Copleymedaljen: Inget pris utdelades.

## Födda
- 6 januari - Kaspar Maria von Sternberg (död 1838), tysk naturforskare.
- 17 januari - James Hall (död 1832), skotsk geolog och fysiker.
- 1 februari - Christian Hendrik Persoon (död 1836), sydafrikansk mykolog.
- 2 februari - Blasius Merrem (död 1824), tysk naturforskare.
- 6 april - Carl Ludwig Giesecke (död 1833), tysk mineralog.
- 7 juni - John Rennie (död 1821), brittisk ingenjör.
- 30 november - Smithson Tennant (död 1815), engelsk kemist.
- 21 december - Jean-Louis Pons (död 1831), fransk astronom.
- 25 december - William Gregor (död 1817), brittisk mineralog.

## Avlidna
- 7 april - Thomas Bayes (född kring 1702), brittisk matematiker.
- 14 maj - Thomas Simpson (född 1710), brittisk matematiker.
- 30 november - John Dollond (född 1706, engelsk optiker.
- Fredrik Adler (född 1720), svensk botaniker, en av Linnés lärjungar.

### Fotnoter
1. ↑  Williams, Roger L. (25 februari 1988). ”Gerard and Jaume: Two Neglected Figures in the History of Jussiaean Classification”. Taxon "37":  ss. 2-34. http://www.jstor.org/stable/1220932?seq=1. Läst 5 april 2011.
2. ↑  Crilly, Tony (2007). 50 Mathematical Ideas you really need to know. London: Quercus. sid. 21. ISBN 978-1-84724-008-8